# 双喜临门 (1970年电影)
《双喜临门》（英語：Double Bliss）是1970年上映的一部香港電影，由秦剑执导，高林编剧，井莉等人出演，该作主要讲述的是一对恋人为了在一起而做出了一些事情的故事。该作根据莎士比亚的小说《罗密欧与朱丽叶》进行改编。

## 劇情簡介
有一对儿恋人因为两家人的矛盾导致他们不能在一起，于是他们便决定用装死等方式来让家人们同意他们的恋情。

## 演员
- 井莉
- 金峰
- 欧阳莎菲
- 李笑丛
- 高宝树
- 魏平澳
- 曾楚霖
- 李寿祺

## 備註
1. ↑  李翰祥. . 1982年.
2. ↑  张骏祥,程季华. . 1995年.
3. ↑  Hong Kong. Urban Council. . 1985年.
4. ↑  蔡棟雄. . 2007年.
5. ↑  汪流. . 2001年.

## 相關連結
- 互联网电影数据库（IMDb）上《双喜临门》的资料（英文）
- 豆瓣电影上《双喜临门》的資料 （简体中文）
- 香港影庫上《双喜临门》的資料（繁體中文）
- 爛番茄上《双喜临门》的資料（英文）